# Tramwaje w Rostowie
Tramwaje w Rostowie − zlikwidowany system komunikacji tramwajowej w rosyjskim mieście Rostów, działający w latach 1902–1921.
Tramwaje w Rostowie uruchomiono w 1902. Linia tramwaju konnego służyła do przewozu towarów. W 1921 zlikwidowano linię. 